# Annie Oliv
Annie Oliv (sinh năm 1987) là một hoa hậu của Thụy Điển. Cô sinh ra tại thành phố Jonkoping nhưng lớn lên tại Gothenburg. Annie từng đăng quang danh hiệu Hoa hậu Thế giới Thụy Điển và đại diện cho đất nước này tham dự cuộc thi Hoa hậu Thế giới 2007 diễn ra tại Sanya, Trung Quốc.
Trong các phần thi phụ của cuộc thi, Annie đã 2 lần đoạt á hậu 2 các danh hiệu Hoa hậu Thể thao và Hoa hậu Tài năng. Cô cũng có mặt trong top 5 cuộc thi Hoa hậu Nhân ái do đã dành hai năm tham gia các công việc tình nguyện để giúp đỡ người tàn tật. Trong đêm chung kết, Annie Oliv bất ngờ tiến vào top 5 người đẹp nhất. Với thành tích đã đạt được, cô trở thành Hoa hậu Thụy Điển thành công nhất tại cuộc thi Hoa hậu Thế giới từ năm 1979 đến nay.